# Contea di Monroe (Pennsylvania)
La contea di Monroe (in inglese Monroe County) è una contea dello Stato della Pennsylvania, negli Stati Uniti. La popolazione al censimento del 2000 era di 138 687 abitanti. Il capoluogo di contea è Stroudsburg.

## Geografia
La contea si trova nella parte orientale dello Stato, al confine con il New Jersey. Il confine orientale è segnato dal fiume Delaware). A sud si trovano le montagne Blue e Kittatinny, a ovest i torrenti Tobyhanna e Tunkhannock, e a nord-ovest il fiume Lehigh. A nord si trovano i Monti Pocono. Altri corsi d’acqua includono i torrenti McMichael, Brodhead e Cherry; nei Monti Pocono si trovano i laghi Naomi e il Pocono.

### Contee confinanti
- Contea di Wayne - nord
- Contea di Pike - nord-est
- Contea di Sussex (New Jersey) - nord-est
- Contea di Warren (New Jersey) - est
- Contea di Northampton - sud
- Contea di Carbon - sud-ovest
- Contea di Luzerne - ovest
- Contea di Lackawanna - nord-ovest

## Storia
La contea fu istituita nel 1836 da parte delle contee di Northampton e Pike e prese il nome da James Monroe.

## Centri abitati[4]
| - Arlington Heights - cdp - Barrett - township - Brodheadsville - Chestnuthill - township - Coolbaugh - township - Delaware Water Gap - borough - East Stroudsburg - borough - Eldred - township | - Hamilton - township - Jackson - township - Middle Smithfield - township - Mount Pocono - borough - Mountainhome - cdp - Paradise - township - Pocono Pines - cdp - Pocono - township | - Polk - township - Price - township - Ross - township - Saylorsburg - cdp - Smithfield - township - Stroud - township - Stroudsburg - borough - Tobyhanna - township - Tunkhannock - township |